# Stefano Lilipaly
Stefano Lilipaly (sinh ngày 10 tháng 1 năm 1990) là một cầu thủ bóng đá người Indonesia gốc Hà Lan, hiện đang chơi cho câu lạc bộ Bali United và đội tuyển quốc gia Indonesia. Anh chủ yếu chơi tại vị trí tiền vệ tấn công, nhưng cũng có thể đá tiền vệ cánh.
Sinh ra ở Hà Lan, Lilipaly từng chơi cho đội tuyển bóng đất nước sinh ra của mình ở cấp độ trẻ. Lilipaly ra mắt đội tuyển quốc gia Indonesia vào năm 2013.
Stefano Lilipaly có cha là người Indonesia gốc Moluccan, còn mẹ anh là người Hà Lan.

## Sự nghiệp quốc tế
Stefano Lilipaly đã chơi cho các đội tuyển trẻ của Hà Lan, từ U-15 đến U-18. Anh đủ điều kiện để thi đấu cho Hà Lan hoặc Indonesia ở cấp độ đội tuyển quốc gia thông qua cha mẹ của anh, cha là người Indonesia, còn mẹ là người Hà Lan. Lilipaly đã tuyên thệ quốc tịch Indonesia vào tháng 10 năm 2011. Anh có trận ra mắt đội tuyển quốc gia vào tháng 8 năm 2013 trong chiến thắng 2–0 trước Philippines.
Lilipaly ghi bàn thắng đầu tiên cho Indonesia trong trận đấu với Singapore tại AFF Cup 2016, một bàn thắng muộn và giúp Indonesia đủ điều kiện vào bán kết cùng với Thái Lan. Lilipaly cũng là người ghi bàn mở tỷ số vào lưới Việt Nam trong trận bán kết lượt về trên sân vận động Quốc gia Mỹ Đình.

## Thống kê sự nghiệp

### Đội tuyển quốc gia
| Đội tuyển bóng đá Indonesia | Đội tuyển bóng đá Indonesia | Đội tuyển bóng đá Indonesia |
| Năm                         | Trận                        | Bàn                         |
| --------------------------- | --------------------------- | --------------------------- |
| 2013                        | 1                           | 0                           |
| 2014                        | 0                           | 0                           |
| 2015                        | 0                           | 0                           |
| 2016                        | 8                           | 2                           |
| 2017                        | 2                           | 0                           |
| 2018                        | 8                           | 1                           |
| 2019                        | 5                           | 0                           |
| 2022                        | 3                           | 0                           |
| 2023                        | 2                           | 0                           |
| Tổng cộng                   | 29                          | 3                           |

### Bàn thắng quốc tế
Bàn thắng và kết quả của Indonesia được ghi trước. 
| #  | Ngày                 | Địa điểm                                           | Đối thủ    | Ghi bàn | Kết quả | Giải đấu            |
| -- | -------------------- | -------------------------------------------------- | ---------- | ------- | ------- | ------------------- |
| 1. | 25 tháng 11 năm 2016 | Sân vận động tưởng niệm Rizal, Manila, Philippines | Singapore  | 2–1     | 2–1     | AFF Suzuki Cup 2016 |
| 2. | 7 tháng 12 năm 2016  | Sân vận động Quốc gia Mỹ Đình, Hà Nội, Việt Nam    | Việt Nam   | 1–0     | 2–2     | AFF Suzuki Cup 2016 |
| 3. | 13 tháng 11 năm 2018 | Sân vận động Gelora Bung Karno, Jakarta, Indonesia | Đông Timor | 2–1     | 3–1     | AFF Suzuki Cup 2018 |